# ヤサカ (ホームセンター)
株式会社ヤサカは、家具・インテリア関連商品を販売する株式会社。1963年に家具屋として創業し、かつては「ホームセンターヤサカ」として東京多摩地区中心に関東地区にチェーン展開していた。
2019年にホームセンター事業から撤退。2024年5月現在は家具・自転車の2業種を展開している。

## 事業

### 家具インテリア専門店 八坂家具
- 本店ショールーム：東京都東大和市向原6-1413-5 YSビルディング1・2F（2023年1月7日オープン）
- カリモク家具多摩ショールーム：東京都羽村市栄町3-3-7
- フランスベッド PRスタジオ東京：東京都昭島市中神町1148番地の5

### 自転車専門店 Breeze Cycle
株式会社あさひの自転車商品などが供給され展開されている。
- 東大和店：東京都東大和市向原6-1412-18
- 高幡店：東京都日野市三沢1-18-1

### 過去の事業
- ホームセンター事業
  - メイン事業として「ホームセンターヤサカ」として東京多摩地区中心（青梅・あきる野・昭島・立川・東大和など西側に展開が多かった）に埼玉県や千葉県など関東地区にチェーン数十店舗以上展開していた。
  - 家電製品についてはアトム電器の取り扱いもあった。
- リフォーム事業（ヤサカのリフォームの名称で展開）[1]
- ホームセンター併設の園芸事業（ブルームガーデンの名称で展開）[2]
- 会員カードとしてポイントカードサービスの展開（ポケットカード提携のクレジットカードもあった）[3]
- ペット事業
  - ペットショップ chouchou（シュシュ）を経営

## 過去に存在した店舗
ここに記載する「ヤサカ」は全て「ホームセンターヤサカ」を指す。

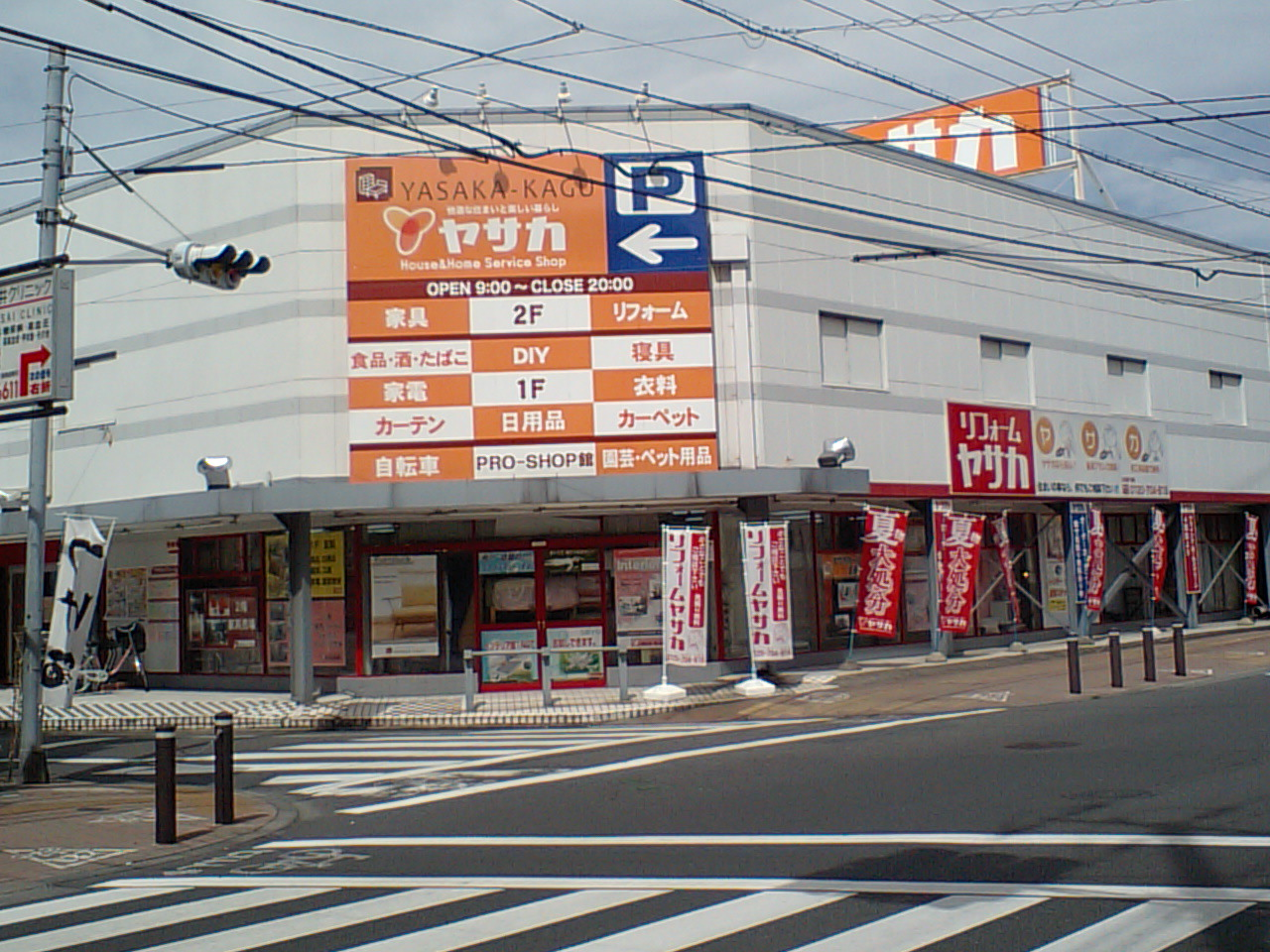
旧ヤサカ福生店

- ヤサカ東大和店：東京都東大和市向原6-1413-5（2019年7月15日閉店）
  - ペットショップ chouchou 東大和店：東京都東大和市向原6-1413-5（2024年5月13日閉店）
- ヤサカ立川幸町店：東京都立川市幸町3-19-1（2015年8月16日閉店）
- ヤサカ高幡店：東京都日野市三沢1-18-4（2018年8月19日閉店）
- ヤサカ青梅新町店：東京都青梅市新町4-21-3（2019年9月16日閉店）
- ヤサカ青梅家具館→八坂家具本店ショールーム（旧）：東京都青梅市新町4-21-7（2022年11月8日閉店）
- ヤサカ新町桜株店：東京都青梅市新町5-1-1（2005年閉店）
- ヤサカ河辺店：東京都青梅市河辺町4-1-1（2018年6月19日閉店）
- ヤサカ福生店→八坂家具福生店：東京都福生市加美平2-4-1（2020年11月23日閉店[4]）
  - ペットショップ chouchou 福生店：東京都福生市加美平2-4-99（2022年9月11日閉店）
  - Breeze Cycle 福生店：東京都福生市加美平2-8-1（2023年8月30日閉店）
- ヤサカ昭島店→八坂家具アウトレッツ昭島店&Breeze Cycle昭島店：東京都昭島市朝日町2-4-12（2015年3月29日閉店）
- ヤサカあきる野むつみ橋店：東京都あきる野市小川東3-9-11
- ヤサカ秋川店：東京都あきる野市引田558-1（2017年7月17日閉店）
- ヤサカ柏西原店：千葉県柏市西原7-8-12（2018年1月14日閉店）
- ヤサカ坂戸店→八坂家具アウトレッツ坂戸店&Breeze Cycle坂戸店：埼玉県坂戸市薬師町2373-1（2016年8月21日閉店）
- ヤサカ志木店：埼玉県朝霞市三原2-14-1（2015年7月5日閉店）
- ヤサカ東川口店：埼玉県川口市戸塚5-18-1（2018年3月11日閉店）
- ヤサカ入間藤沢店：埼玉県入間市下藤沢1146-40（2004年閉店）

## テレビ番組出演

### タモリ倶楽部
テレビ朝日の『タモリ倶楽部』で「空耳アワー」の空耳オブジェ（2011年10月8日放送回で河辺店店長が制作したLEDを使用したヤサカモデル、LEDが故障した為修理されバージョンアップされている）が作成され現在でもコーナーには使用されている。
同番組には「買い物が1000倍上手くなる!? 折込チラシ大熟読祭 ホームセンター編」（2018年2月10日放送回）でも登場している。